# Integrazione per parti
In matematica, il metodo di integrazione per parti è una delle principali procedure di risoluzione di integrali. Se un integrando è scomponibile nel prodotto di due funzioni, il metodo permette di calcolare l'integrale in termini di un altro integrale il cui integrando sia il prodotto della derivata di una funzione e della primitiva dell'altra.

## Il metodo
Siano {\displaystyle f} e {\displaystyle g} due funzioni continue e derivabili in {\displaystyle x}. La derivata del prodotto delle due funzioni è pari a:
{\displaystyle {\frac {\text{d}}{{\text{d}}x}}[f(x)g(x)]={\frac {{\text{d}}f(x)}{{\text{d}}x}}g(x)+f(x){\frac {{\text{d}}g(x)}{{\text{d}}x}}=f^{\prime }(x)g(x)+f(x)g^{\prime }(x)}
Applicando ora l'operatore integrale ad entrambi i membri dell'equazione si ottiene: 
{\displaystyle \int {\frac {\text{d}}{{\text{d}}x}}[f(x)g(x)]{\text{d}}x=\int [f^{\prime }(x)g(x)+f(x)g^{\prime }(x)]{\text{d}}x=\int [f^{\prime }(x)g(x)]{\text{d}}x+\int [f(x)g^{\prime }(x)]{\text{d}}x}
(Attenzione: abbiamo tacitamente supposto che gli integrali al secondo membro dell'equazione esistano).
Per il teorema fondamentale del calcolo integrale si ha che:
{\displaystyle f(x)g(x)=\int [f^{\prime }(x)g(x)]{\text{d}}x+\int [f(x)g^{\prime }(x)]{\text{d}}x}
quindi per risolvere un integrale possiamo sfruttarla nella seguente forma: 
{\displaystyle \int [f^{\prime }(x)g(x)]{\text{d}}x=f(x)g(x)-\int [f(x)g^{\prime }(x)]{\text{d}}x}
La forza di questo metodo risiede nella capacità di individuare, fra le due funzioni {\displaystyle f(x)} e {\displaystyle g(x)}, quella più facilmente derivabile/integrabile in maniera da poterla utilizzare per eliminare la difficoltà di integrazione insorta. La funzione {\displaystyle f^{\prime }(x){\text{d}}x={\text{d}}f(x)} è detto fattore differenziale, mentre {\displaystyle g(x)} è chiamato fattore finito.
Volendo applicare il procedimento appena eseguito su un intervallo di integrazione {\displaystyle (a,b)} si ottiene:
{\displaystyle \left.f(x)g(x)\right|_{a}^{b}=\int _{a}^{b}[f^{\prime }(x)g(x)]{\text{d}}x+\int _{a}^{b}[f(x)g^{\prime }(x)]{\text{d}}x}
cioè:
{\displaystyle \int _{a}^{b}[f^{\prime }(x)g(x)]{\text{d}}x=\left.f(x)g(x)\right|_{a}^{b}-\int _{a}^{b}[f(x)g^{\prime }(x)]{\text{d}}x}

### Esempi
- Vogliamo svolgere per parti:

{\displaystyle \int [\sin(x)\cos(x)]{\text{d}}x}
Poniamo {\displaystyle f(x)=\sin(x)} e {\displaystyle g^{\prime }(x)=\cos(x)} nell'espressione:
{\displaystyle \int [f(x)g^{\prime }(x)]{\text{d}}x=f(x)g(x)-\int [f^{\prime }(x)g(x)]{\text{d}}x}
ottenendo:
{\displaystyle \int [\sin(x)\cos(x)]{\text{d}}x=\sin(x)\sin(x)-\int [\cos(x)\sin(x)]{\text{d}}x}
{\displaystyle 2\int [\sin(x)\cos(x)]{\text{d}}x=\sin ^{2}(x)}
{\displaystyle \int [\sin(x)\cos(x)]{\text{d}}x={\frac {\sin ^{2}(x)}{2}}+C}
- Vogliamo risolvere per parti:

{\displaystyle \int xe^{x}{\text{d}}x}
Poniamo {\displaystyle f(x)=x} e {\displaystyle g^{\prime }(x)=e^{x}} nell'espressione, come in precedenza:
{\displaystyle \int [f(x)g^{\prime }(x)]{\text{d}}x=f(x)g(x)-\int [f^{\prime }(x)g(x)]{\text{d}}x}
cioè:
{\displaystyle \int xe^{x}{\text{d}}x=xe^{x}-\int e^{x}{\text{d}}x}
{\displaystyle \int xe^{x}{\text{d}}x=xe^{x}-e^{x}+C}
{\displaystyle \int xe^{x}{\text{d}}x=e^{x}(x-1)+C}

## Formule ricorsive di integrazione
Alcuni integrali possono essere risolti con il metodo di integrazione per parti in modo iterativo. Ad esempio:
{\displaystyle I_{1}=\int \sin ^{2}x\,dx.}
Usando il metodo di integrazione per parti:
{\displaystyle \int \sin(x)\cdot \sin(x)\,dx=\int \sin(x)\cdot (-\cos(x))'\,dx=}
{\displaystyle =-\sin(x)\cos(x)+\int \cos ^{2}(x)\,dx=-\sin(x)\cdot \cos(x)+\int (1-\sin ^{2}(x))\,dx.}
Dunque: 
{\displaystyle I_{1}=x-\sin(x)\cdot \cos(x)-\int \sin ^{2}(x)\,dx=x-\sin(x)\cdot \cos(x)-I_{1},}
quindi abbiamo ottenuto che:
{\displaystyle I_{1}=\int \sin ^{2}(x)dx={\frac {1}{2}}\left(x-\sin(x)\cdot \cos(x)\right)+C.}
A questo punto possiamo calcolare tutti gli {\displaystyle I_{n+1}} integrali di questo tipo:
{\displaystyle I_{n+1}=\int \sin ^{2n+1}(x)\sin(x)\,dx=\int \sin ^{2n+1}(x)\cdot (-\cos(x))'\,dx=}
{\displaystyle =-\sin ^{2n+1}(x)\cdot \cos(x)+(2n+1)\int \sin ^{2n}(x)\cdot \cos ^{2}(x)\,dx=-\sin ^{2n+1}(x)\cos x+(2n+1)\int \sin ^{2n}(x)(1-\sin ^{2}x)\,dx}
{\displaystyle I_{n+1}={\frac {1}{2n+2}}\left[(2n+1)I_{n}-\sin ^{2n+1}(x)\cdot \cos(x)\right]+C.}

## Più dimensioni
La formula dell'integrazione per parti può essere estesa a funzioni di più variabili. Al posto di un intervallo si integra su un insieme n-dimensionale. Inoltre, si sostituisce alla derivata la derivata parziale.
Nello specifico, sia Ω un sottoinsieme aperto limitato di {\displaystyle \mathbb {R} ^{n}} con un bordo  ∂Ω. Se u e v sono due funzioni differenziabili con continuità sulla chiusura di Ω, allora la formula di integrazione per parti è:
{\displaystyle \int _{\Omega }{\frac {\partial u}{\partial x_{i}}}v\,dx=\int _{\partial \Omega }uv\,\nu _{i}\,d\sigma -\int _{\Omega }u{\frac {\partial v}{\partial x_{i}}}\,dx}
dove {\displaystyle \nu } è la normale alla superficie unitaria uscente da ∂Ω, νi è la sua i-esima componente, con i che va da 1 a n. Sostituendo v nella formula precedente con vi e sommando su i si ottiene la formula vettoriale:
{\displaystyle \int _{\Omega }\nabla u\cdot \mathbf {v} \,dx=\int _{\partial \Omega }u\,\mathbf {v} \cdot \nu \,d\sigma -\int _{\Omega }u\,\nabla \cdot \mathbf {v} \,dx}
dove v è una funzione a valori vettoriali con componenti vi.
Ponendo u uguale alla funzione costante 1 nella formula precedente si ottiene il teorema della divergenza. Con {\displaystyle \mathbf {v} =\nabla v} dove {\displaystyle v\in C^{2}({\bar {\Omega }})}, si ottiene:
{\displaystyle \int _{\Omega }\nabla u\cdot \nabla v\,dx=\int _{\partial \Omega }u\,\nabla v\cdot \nu \,d\sigma -\int _{\Omega }u\,\Delta v\,dx}
che è la prima identità di Green.